# Tagyay
Tagyay är en ort i Azerbajdzjan.   Den ligger i distriktet Hacıqabul Rayonu, i den östra delen av landet, 90 km väster om huvudstaden Baku. Tagyay ligger 186 meter över havet och antalet invånare är 332.
Terrängen runt Tagyay är huvudsakligen kuperad, men åt sydost är den platt. Runt Tagyay är det ganska glesbefolkat, med 31 invånare per kvadratkilometer.. Närmaste större samhälle är İkinci Udullu, 2,7 km norr om Tagyay. 
Omgivningarna runt Tagyay är i huvudsak ett öppet busklandskap.